# MTV2 Canada
MTV2 ist ein kanadischer Musiksender aus Toronto, Ontario, Kanada. Der Spartensender sendet lifestyle und allgemeine Unterhaltungssendungen sowie aktuelle Musikvideos und spricht vorwiegend Jugendliche Zuschauer an. MTV2 befindet sich im Besitz von Bell Media und sendet durch Lizenznahme von ViacomCBS.

## Geschichte

(MTV2) Razer Logo 2005–2008

Am 24. November 2000 gab die kanadische Aufsichtsbehörde, die Canadian Radio-television and Telecommunications Commission (CRTC) die Sendegenehmigung von einem neuen Musiksender bekannt. Craig Media, in Zusammenarbeit der TD Capital Group Ltd erhielten die Sendelizenz für einen Musiksender für Jugendliche. Eine der Beschränkungen war jedoch, dass der Sender anfangs nicht mehr als 10 % in seiner täglichen Sendezeit Musikvideos senden durfte, um den kanadischen Sender MuchMusic und den Betreiber CHUM Ltd. zu schützen. 
Im August 2001 gab Craig Media bekannt, dass der neue Sender unter dem MTV Logo sein Programm ausstrahlen wird. Am 1. Dezember 2004 übernahm CHUM Ltd. Craig Media. 2005 erfolgte die Umbenennung des Senders in Razer. 2006 gab Bell Media Übernahmeabsichten des Senders von CHUM Ltd. Als die kanadische Aufsichtsbehörde, die Canadian Radio-television and Telecommunications Commission (CRTC) ihre Zustimmung am 3. Juni 2007 veröffentlichte, wurde die Übernahme komplett am 22. Juni 2007 durchgeführt. Am 1. August 2008 wurde der Sender wieder in MTV2 umbenannt.

## Empfangbarkeit
Der Sender wird in das Digitale Kabelnetz von mehreren Kabelnetzbetreibern eingespeist. Somit ist der Sender nahezu landesweit empfangbar. Der Sender ist auch per Satellit durch Bell TV und Shaw Direct empfangbar. Des Weiteren auch durch IPTV von Bell Fibe TV, Bell Aliant, MTS, Optik TV (in Alberta, British Columbia, Quebec), und SaskTel empfangbar.